# Leschères-sur-le-Blaiseron
Leschères-sur-le-Blaiseron – miejscowość i gmina we Francji, w regionie Grand Est, w departamencie Górna Marna.
Według danych na rok 1990 gminę zamieszkiwało 78 osób, a gęstość zaludnienia wynosiła 5 osób/km².